# Operazione Mekong
Operazione Mekong (湄公河行動) è un film del 2016 diretto da Dante Lam.
Film d'azione cinese con protagonisti Zhang Hanyu e Eddie Peng. Il film è basato sul massacro del fiume Mekong del 2011. È uscito in Cina il 30 settembre 2016 ed è diventato uno dei film di maggior incasso in Cina.
(citazione del film)

## Trama
Tredici marinai sono trovati tutti annegati dopo essere stati attaccati da uomini in imboscata mentre attraversavano il fiume Mekong. Quando vengono trovati 900.000 chili di metanfetamina sulla scena da parte della polizia thailandese, il governo cinese non è convinto sulla versione di un attacco dei pirati e avvia un'operazione congiunta con le autorità di polizia di tre paesi: Laos, Thailandia e Myanmar. Il re della droga Naw Kham viene indicato come autore dell'incidente e una forza di polizia speciale viene inviata per catturarlo. Gao Gang, il leader della squadra di polizia speciale, travestito da uomo d'affari di successo, riesce a conquistare la fiducia delle figure chiave dell'organizzazione con l'aiuto di Fang Xinwu, attivo da molti anni come agente di polizia in incognito. Evitando la sorveglianza dei membri delle gang della droga, che commettono crimini come il traffico di droga, il rapimento e l'omicidio, Gao Gang e Fang Xinwu riescono ad andare al nascondiglio del re della droga.

## Produzione
La produzione è iniziata a settembre 2015. I luoghi delle riprese includono Cina (Pechino e Yunnan), Malesia e Thailandia.

## Distribuzione
L'Operazione Mekong è stato distribuito dal 30 settembre 2016. Il film tratta di un incidente avvenuto nel Distretto di Chiang Saen nella Provincia di Chiang Rai il 5 ottobre 2011, quando 13 membri dell'equipaggio cinese di due navi mercantili sono stati assassinati da trafficanti di droga del Myanmar.
Il primo ministro thailandese Prayut Chan-o-cha, rispondendo alla notizia dell'imminente uscita del film, ha affermato che il film sarebbe stato bandito in Thailandia se si fosse scoperto che avesse "danneggiato" il Paese: "Ho ordinato alle autorità di controllare il contenuto dell'Operazione Mekong. Se è dannoso, sarà vietato". Alcuni credono che la ragione del nervosismo del suo governo sia che le truppe thailandesi, la task force "d'élite" anti-droga Pa Muang, erano in realtà presente sulla scena del massacro. Nove soldati erano stati arrestati, ma "... da allora sono scomparsi dal sistema giudiziario". Naw Kham, un boss della droga del Triangolo d'oro, e la sua banda sono stati giudicati colpevoli di aver attaccato le due navi mercantili cinesi in collusione con i soldati thailandesi. Naw Kham è stato giustiziato nel marzo 2013 in Cina insieme a tre complici, tra cui un cittadino thailandese.

## Accoglienza

### Incassi
Il film ha incassato 1,17 miliardi di CN¥1.17 al botteghino cinese.

### Critica
Jessica Kiang di Variety ha dichiarato che l'Operazione Mekong "sfreccia in una corsa piacevolmente vertiginosa e propulsiva fino ai titoli finali, che dedicano il film ai pescatori morti e descrivono il destino del vero Naw Kham". Kiang ha affermato che il senso di evasione nel film può essere ostacolato dai riferimenti a tragedie della vita reale.

## Riconoscimenti
- 2016 - Festival del film cinese-americano
  - Migliore attore a Zhang Hanyu
  - Miglior produttore a Dong Yu
- 2017 - Hundred Flowers Awards
  - Candidatura a Miglior regista a Dante Lam
  - Candidatura alla Miglior sceneggiatura a Dante Lam, Zhu Jingqi, Liu Xiaoqun, Tan Huixian, Lin Mingjie
  - Candidatura a Miglior attore a Zhang Hanyu
  - Candidatura a Miglior attrice non protagonista a Feng Wenjuan
- 2017 - Golden Rooster Awards
  - Miglior fotografia a Edmond Fung
  - Candidatura a Miglior direttore artistico a Li Jianwei
- 2017 - Asian Film Awards
  - Nomination Miglior montaggio a David M. Richardson
- 2017 - Beijing International Film Festival
  - Nomination Miglior film a Dante Lam
- 2017 - Beijing Student Film Festival
  - Miglior film a Dante Lam
  - Nomination Miglior attore a Zhang Hanyu
- 2017 - China Britain Film Festival
  - Miglior film a Dante Lam
  - Miglior attore a Zhang Hanyu
- 2017 - China Film Director's Guild Awards
  - Nomination Miglior attore a Zhang Hanyu
- 2017 - Weibo Awards Ceremony
  - Nomination Miglior attore a Zhang Hanyu